# Västflorida
Västflorida var en region vid Mexikanska golfens norra delar, som genom historien genomgick flera gränsförändringar. Området utforskades första gången av spanjorerna, som under 1500-talet gjorde anspråk på det. Pensacola grundades av spanske upptäcktsresanden Tristán de Luna y Arellano 1559, även om inte platsen bosattes permanent förrän 1698. Fransmännen övertog området under tidigt 1700-tal. Provinsen Västflorida skapades 1763 av britterna, ur de västra delarna av det som varit Spanska Florida. Västflorida bestod av det som senare koma att bli Florida Panhandle, samt delar av de amerikanska delstaterna Louisiana, Mississippi och Alabama.

### Fotnoter
1. ↑  ”Florida” (på engelska). World Statesmen. http://www.worldstatesmen.org/US_states_F-K.html#Florida. Läst 8 november 2015.